# Diocesi di Palm Beach
La diocesi di Palm Beach (in latino: Dioecesis Litoris Palmensis) è una sede della Chiesa cattolica negli Stati Uniti d'America suffraganea dell'arcidiocesi di Miami. Nel 2021 contava 311.420 battezzati su 2.188.158 abitanti. È retta dal vescovo Gerald Michael Barbarito.

## Territorio

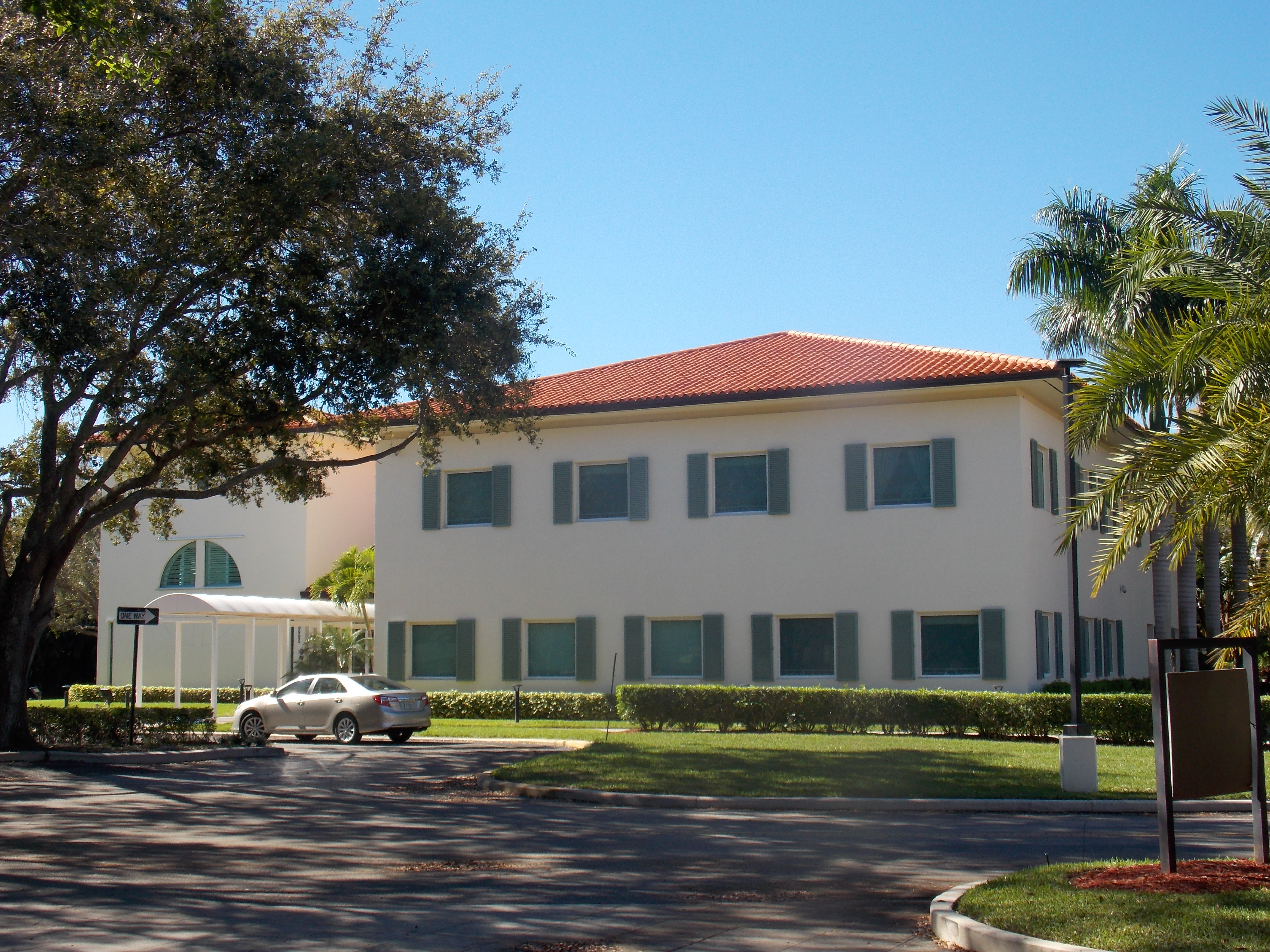
Il Diocesan Pastoral Center di Palm Beach.

La diocesi comprende 5 contee nella parte sud-orientale della Florida, negli Stati Uniti d'America: Indian River, Martin, Okeechobee, Palm Beach e St. Lucie.
Sede vescovile è la città di Palm Beach, dove si trova la cattedrale di Sant'Ignazio di Loyola (Cathedral of St. Ignatius Loyola).
Il territorio si estende su 11.510 km² ed è suddiviso in 50 parrocchie.

## Storia
La diocesi è stata eretta il 16 giugno 1984 con la bolla Qui omni cogitatione di papa Giovanni Paolo II, ricavandone il territorio dall'arcidiocesi di Miami e dalla diocesi di Orlando.

## Cronotassi dei vescovi
Si omettono i periodi di sede vacante non superiori ai 2 anni o non storicamente accertati.
- Thomas Vose Daily † (17 luglio 1984 - 20 febbraio 1990 nominato vescovo di Brooklyn)
- Joseph Keith Symons (12 giugno 1990 - 6 giugno 1998 dimesso)[1]
- Anthony Joseph O'Connell † (12 novembre 1998 - 13 marzo 2002 dimesso)
- Sean Patrick O'Malley, O.F.M.Cap. (3 settembre 2002 - 1º luglio 2003 nominato arcivescovo di Boston)
- Gerald Michael Barbarito, dal 1º luglio 2003

## Statistiche
La diocesi nel 2021 su una popolazione di 2.188.158 persone contava 311.420 battezzati, corrispondenti al 14,2% del totale.
| anno | popolazione | popolazione | popolazione | presbiteri | presbiteri | presbiteri | presbiteri                | diaconi | religiosi | religiosi | parrocchie |
| anno | battezzati  | totale      | %           | numero     | secolari   | regolari   | battezzati per presbitero | diaconi | uomini    | donne     | parrocchie |
| ---- | ----------- | ----------- | ----------- | ---------- | ---------- | ---------- | ------------------------- | ------- | --------- | --------- | ---------- |
| 1990 | 152.320     | 1.211.495   | 12,6        | 138        | 103        | 35         | 1.103                     | 23      | 39        | 210       | 44         |
| 1999 | 224.364     | 1.445.543   | 15,5        | 139        | 99         | 40         | 1.614                     | 35      | 3         | 182       | 46         |
| 2000 | 237.227     | 1.781.092   | 13,3        | 137        | 104        | 33         | 1.731                     | 40      | 36        | 161       | 47         |
| 2001 | 244.771     | 1.482.026   | 16,5        | 141        | 103        | 38         | 1.735                     | 43      | 43        | 157       | 48         |
| 2002 | 246.040     | 1.599.467   | 15,4        | 140        | 106        | 34         | 1.757                     | 43      | 38        | 144       | 49         |
| 2003 | 268.350     | 1.648.253   | 16,3        | 138        | 105        | 33         | 1.944                     | 47      | 36        | 152       | 49         |
| 2004 | 259.729     | 1.806.524   | 14,4        | 135        | 105        | 30         | 1.923                     | 44      | 35        | 145       | 49         |
| 2013 | 286.000     | 2.031.000   | 14,1        | 128        | 100        | 28         | 2.234                     | 106     | 31        | 98        | 50         |
| 2016 | 292.000     | 2.074.000   | 14,1        | 132        | 99         | 33         | 2.212                     | 109     | 46        | 93        | 50         |
| 2019 | 304.700     | 2.140.567   | 14,2        | 133        | 102        | 31         | 2.290                     | 102     | 35        | 78        | 50         |
| 2021 | 311.420     | 2.188.158   | 14,2        | 140        | 99         | 41         | 2.224                     | 100     | 46        | 71        | 50         |